# Liễu Tông Nguyên
Liễu Tông Nguyên (chữ Hán: 柳宗元,773-819), tự Tử Hậu, là nhà văn, nhà thơ thời trung Đường, Trung Quốc.

## Tiểu sử
Liễu Tông Nguyên, người Hà Đông, nay thuộc huyện Vĩnh Tế, tỉnh Sơn Tây (Trung Quốc).
Ông đỗ tiến sĩ năm Trinh Nguyên thứ chín (793) đời Đường Đức Tông, làm quan đến chức Giám sát ngự sử.
Thời Đường Thuận Tông, tập đoàn Vương Thúc Văn chấp chính, ra sức cải cách về các mặt chính trị, kinh tế, quân sự; như bãi bỏ chế độ cung thị, bỏ chế độ tiến cống, thả cho nữ nhạc trong cung đình về nhà, trừng trị bọn tham quan ô lại và mưu lấy lại binh quyền từ tay các hoạn quan. Thế nhưng tập đoàn này, mà Liễu Tông Nguyên là một trong những nhân vật chủ yếu, chỉ chấp chính được hơn một trăm bốn mươi ngày, thì bị các thế lực "sắp bị tước mất quyền lợi" chống lại mãnh liệt, nên công cuộc cải cách sớm thất bại thảm hại và bị bức hại tàn khốc...
Ngay sau đó, Liễu Tông Nguyên bị giáng chức làm Tư mã Vĩnh Châu (nay là Linh Lăng, Hồ Nam).
Năm 815, thời Đường Hiến Tông thứ mười, ông được bổ nhiệm làm Thứ sử Liễu Châu (nay thuộc tỉnh Quảng Tây) và bốn năm sau (819), ông mất tại đó. Khi ấy, ông chỉ mới 47 tuổi.

## Tác phẩm
Tác phẩm của Liễu Tông Nguyên hiện còn Liễu Hà Đông tập (Tập thơ văn của họ Liễu ở Hà Đông), 45 quyển, trong đó có 2 quyển Cổ kim thi (Thơ cổ kim) gồm khoảng 140 bài.,

## Đánh giá
Theo Từ điển Văn học (bộ mới), thì:
Quan điểm chính trị và văn học, Liễu Tông Nguyên có một số điểm giống Hàn Dũ (768-824)</ref> nhưng nhìn chung cấp tiến hơn. Vì tham gia cải cách triều chính, nhằm cải thiện đời sống dân chúng và hạn chế đặc quyền của hoạn quan và đại quý tộc, bị biếm làm Tư mã Vĩnh Châu.
Mười năm sống ở đây đã có ảnh hưởng to lớn đến sự phát triển tư tưởng của ông. Do thấy rõ hơn sự thối nát sự thối nát của triều đình và cuộc sống khổ cực của nhân dân, ông đã viết được một số tác phẩm có giá trị.
Cũng như Hàn Dũ, Liễu Tông Nguyên là một nhân vật có ảnh hưởng lớn đối với sự phát triển văn xuôi của Trung Quốc, nhờ sáng tác của ông đa dạng, hiện thực và sâu rộng.
Riêng mảng thơ, đa phần thơ ông thiên về thổ lộ tâm trạng cá nhân trong những ngày bị biếm trích. Tuy có những nét ủy mị, buồn thương nhưng tình cảm thì chân thành, nghệ thuật thì điêu luyện. Bên cạnh đó, vẫn có những bài phê phán hiện thực khá trực tiếp hoặc miêu tả đời sống nhân dân tương đối chân thực như Cổ Đông môn hành (Bài hành cửa Đông xưa), Điền gia tam thủ (Ba bài thơ về nhà nông)...
Và lược theo Lịch sử Văn học Trung Quốc tập 2:
Trong thời gian mười năm bị giáng chức ở Vĩnh Châu, do bản thân bị bức hại, và do được quan sát hiện thực tường tận hơn, nên tác phẩm của ông không còn phù phiếm, cơ bản thoát khỏi qui củ văn chương thời Lục Triều.trở thành nhà tản văn có phong cách độc đáo trong lịch sử văn học Trung Quốc.
Tản văn của ông phong phú, nhiều vẻ; trong đó những bài ngụ ngôn trào phúng và những bài ký sơn thủy là hai loại văn có nhiều tính sáng tạo nhất.
Có nghĩa từ những mẩu ngụ ngôn chỉ có tác dụng ví dụ trong tản văn chư tử thời Tiền Tần, ông đã phát triển thành những bài văn ngắn hoàn chỉnh có ý vị văn học, khái quát, trào phúng, hiện thực và có tính chiến đấu cao hơn.
Còn những bài ký sơn thủy của ông không phải chỉ tả thiên nhiên một cách thuần túy khách quan, mà còn để bộc lộ những nỗi đau khổ, uất ức của mình.
Ngoài hai loại tản văn trên, văn truyện ký và văn luận thuyết của Liễu Tông Nguyên cũng có những thành tựu.
Về thơ, thơ ông phần lớn làm sau khi bị giáng chức, so với tản văn, thì nói nhiều về nỗi đau thương lo buồn của mình hơn, phản ảnh tâm trạng của tầng lớp sĩ chính trực sau khi thất bại chính trị...
Thơ ông trong sáng, đạm bạc, tinh tế, gần giống với phong cách của Đào Uyên Minh và Vi Ứng Vật

## Trích tác phẩm
Dịch Quân Tả, một học giả người Trung Quốc, giới thiệu:
Thơ Liễu Tông Nguyên: siêu việt, trần tục, thanh dật, nhàn đạm, rất gần với Đào Tiềm. Hai bài hay nhất của ông còn truyền là Giang Tuyết và bài Ngư ông..

### Thơ
| Phiên âm Hán-Việt: Giang tuyết Thiên sơn điểu phi tuyệt, Vạn kính nhân tung diệt, Cô chu thôi lạp ông, Độc điếu hàn giang tuyết. | Dịch nghĩa: Tuyết trên sông Giữa ngàn non, chim bay bổng tuyệt mù trời. Trên vạn nẻo đường tắt, dấu vết người vắng hẳn. Thuyền lẻ loi có ông già mang nón lá áo tơi, Một mình ngồi câu trên dòng sông đầy tuyết lạnh. |

| Tản Đà dịch thơ: Nghìn non mất bóng chim bay, Muôn con đường tắt dấu giày tuyệt không. Kìa ai câu tuyết bên sông, Áo tơi, nón lá, một ông thuyền chài. | Tương Như dịch thơ: Nghìn non, bóng chim tắt Muôn nẻo, dấu người không. Thuyền đơn, ông tơi nón, Một mình câu tuyết sông. | Huỳnh Minh Đức dịch thơ: Chim bay về núi xa xa, Lối mòn tuyết phủ, xóa nhòa dấu chân. Thuyền con ngư lão buông cần, Áo tơi, nón rách, một thân lạnh lùng. |

| Phiên âm Hán-Việt: Ngư ông Ngư ông dạ bạng tây nham túc Hiểu cấp thanh Tương nhiên Sở trúc. Yên tiêu nhật xuất bất kiến nhân, Ái nãi nhất thanh sơn thủy lục. Hồi khan thiên tế hạ trung lưu, Nham thượng vô tâm vân tương trục. | Dịch nghĩa: Ông lão thuyền câu Ông lão thuyền câu ghé ngủ ở bên núi phía tây, Buổi sáng múc nước sông Tương nấu ăn bằng tre Sở. Khói tan, mặt trời lên, không trông thấy có ai. Chỉ nghe tiếng cái mái chèo đánh vào mạn thuyền ở giữa chốn non xanh nước biếc. Ngoãnh lại thấy trời cao ở giữa dòng sông. Đầu núi mấy đám mây vô tâm trôi lững lờ. | Tản Đà dịch thơ: Thuyền câu ngủ ghé non tây, Dòng Tương, tre Sở sáng ngày nấu ăn, Khói tan trời nắng vắng tanh, Tiếng vang nước biếc non xanh một chèo. Xuôi dòng ngoảnh lại trời cao, Đầu non mấy đám mây theo lững lờ. |

### Tản văn
Lời nói người bắt rắn
Lịch sử Văn học Trung Quốc tập 2 giới thiệu:
Truyện ký của Liễu Tông Nguyên có bài Bổ xà giả thuyết (lời người bắt rắn), đã vạch trần hiện thực một cách trực tiếp và sắc bén... 
Tóm lược đoạn đầu: Ở Vĩnh Châu có giống rắn lạ...cắn phải người, thì không có thuốc gì chữa nổi. Song giống rắn ấy lại chính là thứ thuốc quý. Cho nên nhà vua có lệ bắt dân gian mỗi năm phải hiến hai con, ai bắt được sẽ được miễn trừ thuế ruộng.
Trích bài: 
Hỏi ra, thì nhà họ Trương nói: Ông tôi chết về nghề bắt rắn, cha tôi cũng chết về nghề bắt rắn. Tôi nối nghề mới có mười hai năm, cũng mấy lần suýt chết.
Ta (tác giả) thương và hỏi rằng: Nhà ngươi có thật cho nghề bắt rắn là khổ không? Ta sẽ nói với quan trên cho nhà ngươi bỏ nghề ấy mà cứ nộp thuế ruộng như thường. Nhà ngươi tính sao?
Người họ Trương vừa khóc vừa nói:
Ông thương tôi, muốn cho tôi sống, thì ông để cho tôi làm nghề bắt rắn còn hơn...(bởi) cách sinh nhai trong làng mỗi ngày một quẫn bách.Người làng phải rút hết cả lợi hoa màu, vét hết cả của cải trong nhà để mà nộp thuế hết, thậm chí phải bỏ làng, bỏ xóm, đói khát, trôi dạt, chết đường, chết chợ biết bao nhiêu người...Tôi nhờ nghề bắt rắn mà còn đến bây giờ.
(Ông có biết), những quan lại tàn ác về làm thuế làng tôi, xục hết đầu làng, cuối xóm, vơ vét đến cả con gà, con chó, khiến dân gian phải hãi hùng kinh sợ. Những lúc ấy, tôi được yên ăn no, ngủ yên.
Tôi làm nghề bắt rắn, một năm sợ chết chỉ hai lần, ngoài ra thì vui vẻ, không lo thuế má, không đến nỗi như người trong làng, hết ngày này sang tháng khác, khốn khổ về quan lại tàn ác. Giá tôi có chết, so với người làng xóm, cũng chậm hơn...
Ta nghe câu chuyện, lại càng thương lắm. Xưa Khổng Tử nói: "Chính sách hà khắc độc hơn hổ dữ", ta vẫn ngờ, bây giờ xem truyện họ Trương mới cho là thật. Than ôi, các quan lại tàn ác làm thuế ở dân gian dữ hơn rắn độc, cho nên nói ra đây để người xem xét phong tục thấu được tình cảnh đau khổ của dân.
Và bài Tiễn người đi làm quan.
Trích:
Tiết Tồn Nghĩa, người Hà Đông sắp đi làm quan. Ông Liễu Tông Nguyên làm tiệc tiễn hành ở bờ sông, rót chén rượu mời bạn rồi nói rằng:
Phàm làm quan ở hạt nào, phải biết chức phận của mình là người làm việc cho dân, chứ không phải sai dân làm việc cho mình. Dân ở trong hạt đã chịu nộp thuế, để lấy tiền thuê quan giữ sự công bình cho dân, mà nay ngán thay, thiên hạ ra làm quan, tiền thuế của dân thì biết lấy cả, còn công việc của dân thì trễ biếng, thường khi dụng tâm ăn cắp của dân nữa.
Giả sử ta đây thuê một người làm việc trong nhà, nó đã lấy tiền thuê mà lười không làm việc, lại còn ăn cắp… thì tất ta phải giận mà trách phạt nó và đuổi nó đi. Bây giờ, làm quan như thế nhiều, mà dân không dám nổi giận trách phạt và đuổi đi là tại làm sao?...